# Hardiman Peak
Der Hardiman Peak ist ein 1210 m hoher Berg in der antarktischen Ross Dependency. Er ragt in den Prince Olav Mountains auf und bildet dort den östlichen Ausläufer eines Gebirgskamms entlang der Nordflanke des Sotikow-Gletschers.
Das Advisory Committee on Antarctic Names benannte ihn 1966 nach Terrance L. Hardiman (1934–2013), Geomagnetologe und Seismologe des United States Antarctic Research Program auf der Amundsen-Scott-Südpolstation im Jahr 1965.